# Friedhofskapelle Riensberg

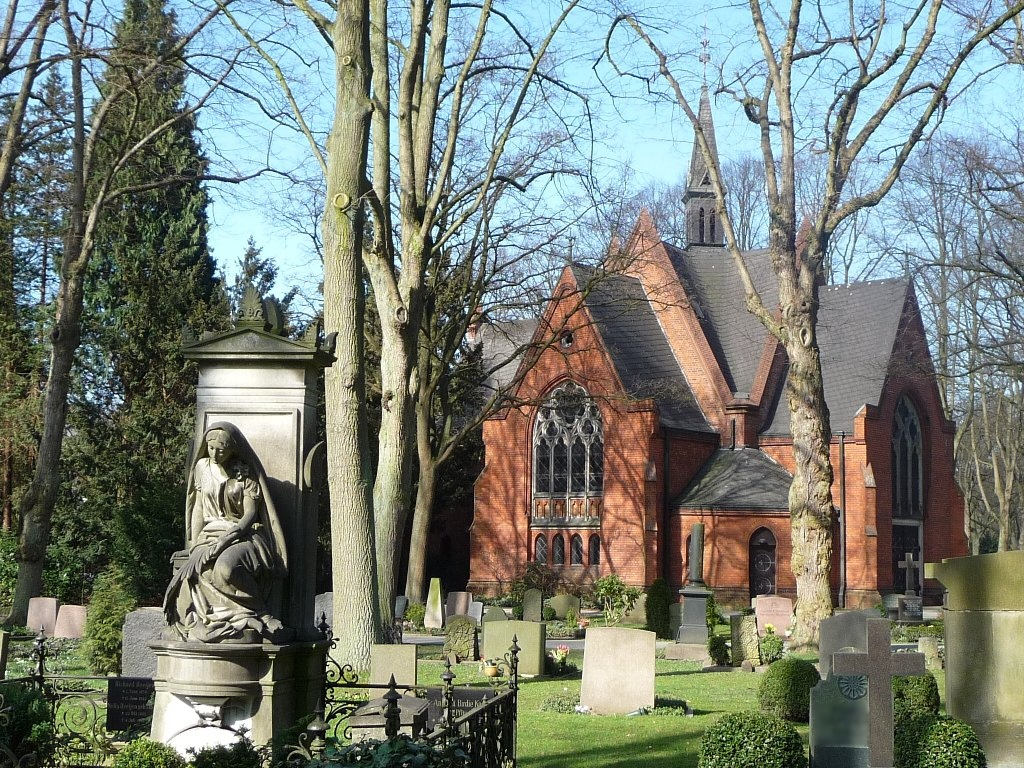
Kapelle und Gräber

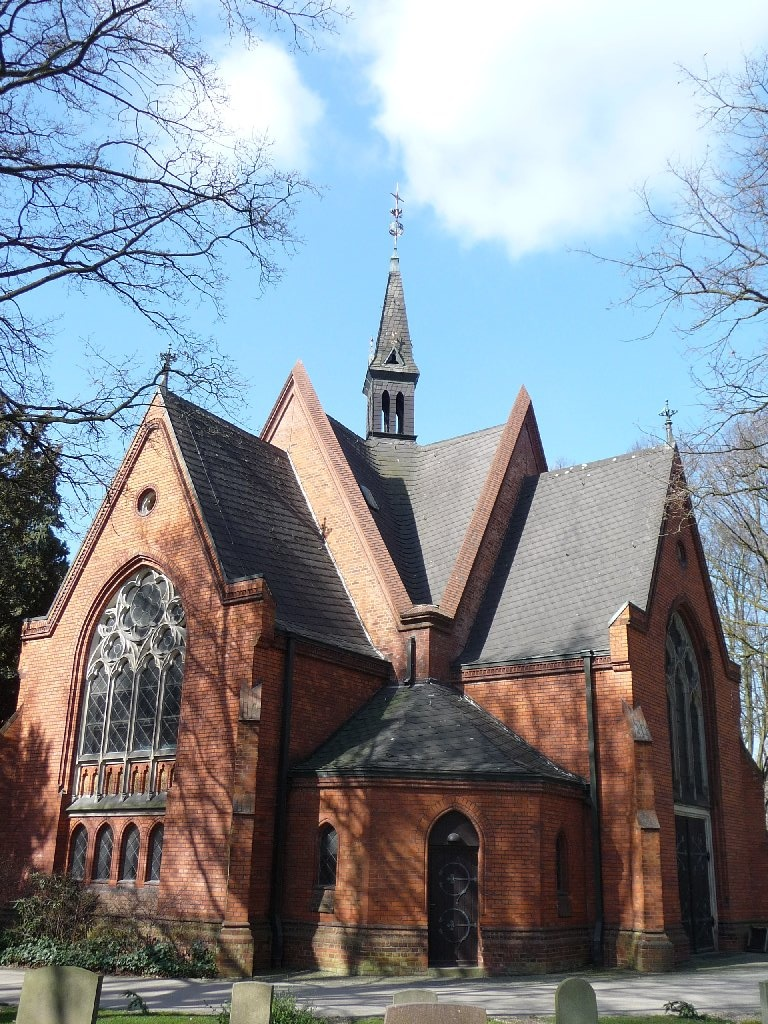
Kapelle

Die Friedhofskapelle Riensberg befindet sich in Bremen, Stadtteil Schwachhausen, Ortsteil Riensberg, Friedhofstraße 51. Die Kapelle, das Friedhofsaufseherhaus und die Leichenhalle entstanden 1875 nach Plänen von Bauinspektor Johannes Rippe. Sie stehen seit 1984 unter Bremer Denkmalschutz.

## Geschichte
Die eingeschossigen Backsteingebäude mit Satteldächern wurden 1875 in der Epoche des Historismus im Stil der Neogotik für den Riensberger Friedhof gebaut.

Die kreuzförmige Kapelle mit der eingerückten Vorhalle und dem Hauptraum wird geprägt durch das große gotische Portal mit der Rosette über den fünf Arkadenfenstern und dem gemauerten Ornamentband, den weiteren großen gotischen Fenstern und dem quadratischen, offenen Turm über der Vierung als Dachreiter mit einem spitzen Turmhelm. Die Kapelle wurde 1998 renoviert. In der Kapelle, mit einer guten  Akustik, finden seit 2006 auch Veranstaltungen (Musik und Lesungen) statt.

Im Aufseherhaus mit dem Treppengiebel befindet sich die Friedhofsverwaltung von Umweltbetrieb Bremen. (→Lage)

Das Nebengebäude als Leichenhaus diente ursprünglich zur Aufnahme eines Sezierraums und einer Leichenkammer.

## Orgel
In der Kapelle steht seit 2004 eine etwa 1860 von W. H. Hawker (Exeter, England) erbaute Orgel.
Das gesamte Pfeifenwerk steht hinter einem Blindprospekt in einem Schwellkasten, der durch einen Fußhebel neben der Pedaltaste c1 geöffnet (unten, einrasten möglich) oder geschlossen (oben) werden kann.
| Manual C–f3                     |       |  |
| Open Diapason (Principal)       | 8′    |  |
| Dulciana (zarter Principal)     | 8′    |  |
| Stop Diap.[ason] Bass (Gedeckt) | 8′    |  |
| Clarabella (Offenflöte)         | 8′    |  |
| Gamba (Gambe)                   | 8′    |  |
| Gemshorn                        | 4′    |  |
| Twelfth (Quinte)                | 2 ⁄3′ |  |
| Fifteenth (Superoctave)         | 2′    |  |

| Pedal C–c1 |     |  |
| Bourdon    | 16′ |  |

- Feste Pedalkoppel
- Die 8-Fuß-Register sind in der großen Oktave überwiegend nicht ausgebaut, so dass bei Spiel auf diesen Registern das Register „Stop Diap. Bass“ ebenfalls gezogen werden sollte, um die große Oktave abzudecken.

Anmerkungen

Hinter den originalen Registerbezeichnungen sind in Klammern und kursiv gesetzt die entsprechenden deutschen Registerbezeichnungen aufgeführt.
1. ↑  ab G
2. 1 2 3  ab c
3. ↑  tiefe Oktave C bis H